# Sydhavsøerne (Stillehavet)
 For alternative betydninger, se Sydhavsøerne. (Se også artikler, som begynder med Sydhavsøerne)
Sydhavsøerne er en fællesbetegnelse for en række øer og øgrupper i Stillehavet.